# Reft
Il Reft (in russo Рефт?, nel corso superiore Bol'šoj Reft, Большой Рефт) è un fiume della Russia, affluente di sinistra della Pyšma, nel bacino dell'Ob'. Scorre nel distretto urbano delle città di Berëzovskij, Asbest e Suchoj Log nell'oblast' di Sverdlovsk.
Il fiume attraversa il bacino idrico Reftinskoe (Рефтинское водохранилище). Ha una lunghezza di 103 km, l'area del suo bacino è di 1 380 km². Sfocia nella Pyšma a 461 chilometri dalla foce.
Il fiume attraversa la città di Asbest e l'insediamento di tipo urbano di Reftinskij.